# 2008 v dopravě
Tento článek obsahuje seznam událostí souvisejících s dopravou, které proběhly roku 2008.

## Leden
- 18. ledna

 V Solnici byla do zkušebního provozu uvedena nová železniční zastávka Solnice zastávka, která leží na železniční trati Častolovice–Solnice.

## Únor
- 1. února

 Petr Žaluda se stal generálním ředitelem Českých drah. Dosavadní ředitel Josef Bazala odešel na pozici generálního ředitele dceřiné společnosti ČD Cargo.

## Březen
- 17. března

 Autobusový dopravce Student Agency zahájil po dlouhých odkladech pravidelnou dopravu na dálkové lince Praha – České Budějovice – Český Krumlov.

## Duben
- 11. dubna

 Srážka dvou tramvají na tramvajové trati Ostrava-Poruba – Kyjovice-Budišovice.
- 15. dubna

 Na mezinárodní železniční trati 179 z Chebu do německého Schirndingu došlo k otevření nové zastávky Pomezí nad Ohří. Vlaky zde však začaly zastavovat až 14. prosince.

## Květen
- 8. května

 V Praze byl zprovozněn další úsek metra na trase C. Jednalo se o úsek Ládví – Letňany.
- 15. května

 Brněnská tramvajová síť se rozšířila o úsek Technické muzeum – Technologický park.
- 19. května

 Lokomotiva 163 ve stanici Moravany najela do stojícího osobního vlaku. Jeden člověk zahynul, další čtyři byli zraněni.

## Červen
- 15. června

 V rámci výstavby IV. železničního koridoru byla v Táboře zprovozněna nová železniční zastávka Tábor-Čápův Dvůr.
- 17. června

 V Ostravě byl zahájen devátý ročník třídenního mezinárodního veletrhu drážní techniky, výrobků a služeb pro potřeby železniční a městské kolejové dopravy Czech Raildays.
- 24. června

 Konala se hodinová výstražná stávka proti vládním reformám, která se dotkla i dopravy. Zastavily se některé vlaky a také městská hromadná doprava v některých městech.

## Červenec
- 1. července

 Byl dokončen přesun některých činností a majetku z Českých drah, a.s. na Správu železniční dopravní cesty, s.o. Jde například o údržbu tratí či vydávání jízdního řádu. Tehdejší SŽDC se tento den stala provozovatelem dráhy, řízení provozu výpravčími a dispečery zůstalo v rukou dopravce České dráhy.
- 5. července

  Společnost Viamont zahájila pravidelný provoz osobních vlaků na trase Trutnov – Jelení Hora – Lwówek Śląski přes několik let nepoužívaný hraniční přechod Královec – Lubawka. Zahájeno se 3 páry vlaků o prázdninových víkendech.
 V Hradci Králové byl otevřen nový dopravní terminál architekta Patrika Kotase.

## Srpen
- 8. srpna

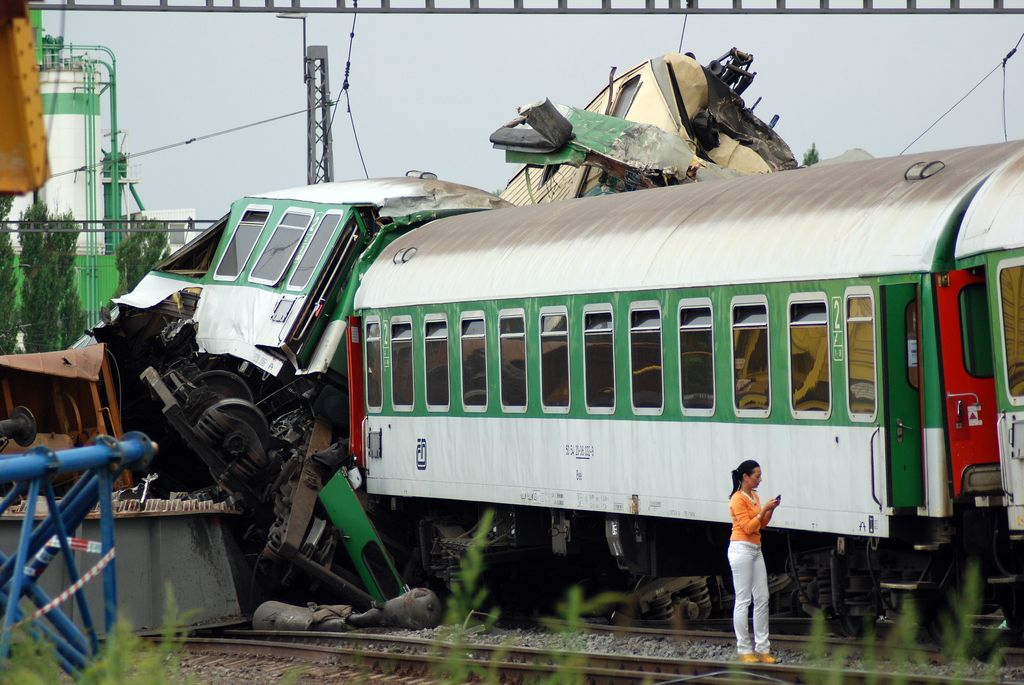
Vozy vlaku EC 108 po nehodě ve Studénce

 Vlak EuroCity 108 Comenius se 400 cestujícími u Studénky narazil do zřícené mostní konstrukce. Zahynulo osm lidí, dalších zhruba 95 jich bylo zraněno.

## Září
- 1. září

 Byl ukončen provoz na trati spojující Prahu-Libeň a Prahu hlavní nádraží přes výhybnu Vítkov. Její úlohu převzalo tzv. Nové spojení.

## Říjen
- 4. října

 Nově zprovozněným úsekem Laurová – Radlická byla dokončena stavba tramvajové trati Smíchov – Radlice v Praze.
- 30. října

 Byl ukončen provoz letiště Tempelhof v Berlíně.

## Listopad
- 20. listopad

Byl zahájen elektrický provoz na trati Ústí nad Orlicí – Międzylesie v úseku mezi stanicemi Letohrad a Międzylesie.
- 25. listopad

 Do provozu byl uveden nový úsek dálnice D1 Lipník nad Bečvou – Bělotín.

## Prosinec
- 14. prosince

  V České republice a dalších evropských zemích začal platit nový jízdní řád. V Česku poprvé nebyla jeho vydavatelem České dráhy, ale Správa železniční dopravní cesty.
 Vlaky začaly zastavovat v nových železničních zastávkách. V Kostelci u Jihlavy na zastávce Kostelec u Jihlavy masna, v Řípci na nové zastávce Řípec a v Kroměříži na zastávce Kroměříž-Oskol.
 Přesně v 18:00 vstoupili zaměstnanci Magyar Államvasutak do časově neomezené celostátní stávky. Vlaky jedoucí z ČR do Budapešti končí ve slovenské pohraniční stanici Štúrovo.
- 20. prosince

 Do provozu byl uveden nový úsek silnice R6 (od roku 2016 značené dálnice D6) Praha – Pavlov.
- 28. prosince

 Generální ředitel Správy železniční dopravní cesty Jan Komárek a ředitel Klubu železničních cestovatelů Bohumil Augusta podepsali kupní smlouvu o prodeji železniční lokálky Česká Kamenice – Kamenický Šenov Klubu železničních cestovatelů.